# Schulmanagement
Schulmanagement ist zu verstehen als qualifiziertes, systematisches und zielgerichtetes Management der Arbeit von Schule sowie der Sicherung und Entwicklung der Qualität dieser Arbeit.

## Begriffsklärung
Es sind alle Maßnahmen, die zur Gestaltung und Optimierung von Schule und schulischen Prozessen beitragen. Dazu gehören zentrale Aspekte wie die Planung, Organisation, Koordination, Steuerung und Kontrolle von Bildungs-, Erziehungs- und Unterrichtsprozessen, also von zielgerichteten Lern- und Entwicklungsprozessen, sowie deren Diagnose, Analyse und Beurteilung und die Steuerung und Entwicklung der Einrichtung (also der Schule als Organisation, als pädagogische Handlungseinheit insgesamt).
Schulmanagement geht von den Zielen von Schule allgemein aus und spezifiziert sie gemäß den jeweiligen Anforderungen der Einzelschule (Schulart, Schulgröße, Schulumfeld, Schülerschaft, Kollegium etc.), mit denen die Schule und ihre Akteure konfrontiert sind. So haben Schulen und demzufolge Schulmanagement jeweils eine spezifische Funktion; Schule und Schulmanagement sind kontextabhängig. 

Komponenten von Schulmanagement (vgl. Huber, 2011)

Im Rahmen von Schulmanagement wird geklärt, welche Personen mit welchen Aufgaben in welcher Form und in welcher Struktur mit bestimmten Instrumenten (und entsprechendem Verhalten) bestimmte Prozesse ausführen, z. B. Schulleitung, Steuergruppen etc.

## Handlungsfelder von Schulmanagement
In einem Modell von Stephan Gerhard Huber wird versucht, die vielfältigen Aufgaben von Schulmanagement in Handlungsfelder zu differenzieren (vgl. Abbildung). Diese Handlungsfelder sind Organisation, Personal, Unterricht und Erziehung, Qualitätsmanagement (also Qualitätssicherung und Qualitätsentwicklung) sowie Kooperation (innerhalb der Schule und nach außen). Ziel aller Maßnahmen ist letztendlich immer, die Schüler bei der Entwicklung ihrer Kompetenzen zu fördern und zu unterstützen. Nach Huber können diese Handlungsfelder von schulischem Management modellhaft wie in nebenstehender Abbildung dargestellt werden.

Handlungsfelder von Schulmanagement (nach Huber, 2003, 2007, 2011)

### Unterricht und Erziehung
Unterricht und Erziehung liegen in der Verantwortung der Lehrkräfte. Aufgabe des Schulmanagements ist es, sicherzustellen, dass Unterricht auf qualitativ hohem Niveau stattfinden kann. Schulmanagement unterstützt die Unterrichtsentwicklung und sorgt für Arbeitsstrukturen, die den Lehrkräften ermöglichen, sich in kollegialer Kooperation über Unterricht und Erziehung zu verständigen, gute Praxiserfahrungen auszutauschen und voneinander zu lernen. Unterrichtsentwicklung und die Erziehung werden dabei zu einem Gesamtkonzept im Sinne von abgestimmter und gemeinsam verantworteter Arbeit zusammengeführt werden.

### Personal
Auf der Grundlage des Abgleichs von vorhandenem und künftig zu erwartendem Personalbestand und Personalbedarf ist dafür zu sorgen, dass geeignetes Personal mit den erforderlichen Qualifikationen für die Aufgabenerfüllung der Schule zur Verfügung steht und eingesetzt wird. Die kontinuierliche professionelle Weiterentwicklung dieses Personals sollte nicht nur den individuellen Bedürfnissen Rechnung tragen, sondern einem Gesamtkonzept folgen mit dem Ziel, die Kompetenz des Kollegiums als Ganzem zu erweitern.

### Organisation
Die Organisation von Schule und Unterricht ermöglicht und unterstützt die Wirksamkeit des pädagogischen Handelns. Schulmanagement sorgt dafür, dass sich die Organisationsgestaltung am Auftrag der Schule und an Zielvorstellungen orientiert, auf die sich die am Schulleben Beteiligten im Schulprogramm bzw. im Leitbild der Schule verständigt haben.

### Qualitätsmanagement
Das Qualitätsmanagement ist darauf ausgerichtet, die Lernwirksamkeit des Unterrichts zu überprüfen und die Ergebnisse so auszuwerten und aufzubereiten, dass sie in Entwicklungs- und Verbesserungsmaßnahmen der pädagogischen Arbeit umgesetzt werden können. Qualitätsmanagement an der Einzelschule sorgt dafür, qualitätssichernde Maßnahmen (Evaluation) in Qualitätsentwicklung, also in Maßnahmen der Optimierung, überzuführen. Dabei werden alle genannten Handlungsfelder in den Blick genommen.

### Kooperation (innerhalb der Schule und nach außen)
Eine größere Eigenständigkeit der Schule bringt eine Intensivierung von Kommunikation mit sich. So bekommen die Zusammenarbeit innerhalb der Schule sowie die Kontakte und Kooperationsbeziehungen "nach außen" ein stärkeres Gewicht. Die Kommunikations- und Kooperationsbeziehungen zu Schulaufsicht, Schulträgern, Eltern, Vertretern des öffentlichen Lebens, der Wirtschaft, öffentlichen Institutionen und auch den Medien erhalten einen größeren Stellenwert. Dem Schulmanagement obliegt es, Initiativen zur Verbesserung der Kooperation mit dem schulischen Umfeld zu entwickeln und für eine transparente Kommunikation mit der Öffentlichkeit zu sorgen. Es bedient sich dabei der Methoden und Verfahren der Öffentlichkeitsarbeit. Die Schulleitung sowie weitere Vertreter der Schule repräsentieren die Schule und tragen damit zur Stärkung des Prestiges und der Wettbewerbsfähigkeit der Schule bei. Jedoch werden die Kooperationsbeziehungen nicht nur außerschulisch intensiver (quantitativ und qualitativ), sondern auch innerschulisch. Schulmanagementaufgabe ist, dass Zusammenarbeit im Kollegium gelingt. Dabei sollen kooperative Arbeitsformen effektiv und effizient organisiert sein (dazu gehören u. a. ressourcenökonomische Sitzungen von Gremien und Arbeitsgruppen, faire Arbeitsteilung etc.).